# Мистерије организма
Мистерије организма (енгл. WR· Mysteries of the Organism) је југословенски филм, снимљен 1971. године у режији Душана Макавејева. Припада остварењима црног таласа.
Филм је сниман на локацијама у САД и Југославији у периоду од 1968. до 1971. Дио који је снимљен у САД је документарног карактера и бави се судбином Фројдовог ученика Вилхелма Рајха, чије су књиге одлуком америчког Федералног суда из 1954. проглашене илегалним и спаљене у присуству службених лица. Између осталог, филм се бави питањима црвене буржоазије и секса. Химну за филм је написао и извео Булат Окуџава.

## Забрана
Филм је 1971. изведен пред чланове цензуре, а Душан је том приликом изјавио: „Ја не желим да странци мој филм приказују као филм који је југословенска цензура забранила. Као аутор, спреман сам да преузмем сваку одговорност: уметничку, друштвену и политичку“. Цензура је том приликом одобрила јавно приказивање филма, а Републичка комисија за преглед филмова СР Србије је 10. маја 1971. издала Решење о давању одобрења за јавно приказивање филма бр. 03-642-45. Међутим, Јавно тужилаштво СР Србије, је послало допис Републичкој комисији за преглед филмова, којим је јавни тужилац, на основу члана 15. Закона о јавном тужилаштву, обуставио извршење Решења од 10. маја 1971, чиме је забрањено јавно приказивање филма. Јавни тужилац је дао следеће образложење: „с обзиром да ће по праву надзора тражити од надлежног републичког органа поништење истог, а на основу члана 262. став 1. и 2. Закона о општем управном поступку“.
Филм је у Југославији први пут јавно приказан 1986, када је са њега скинута забрана из 1971.

## Радња
Млада и лепа козметичарка се заљубила у светског шампиона у уметничком клизању на леду, и у тој својој заљубљености потпуно губи свест и главу и то и у фигуративном, али и у буквалном смислу. Филм је мешавина црнохуморне комедије са научно фантастичном гротеском, који у себи има елементе поп-квиза, документарности, политичког циркуса и филозофског есеја.

## Награде
- Награда Луис Буњуел, Филмски фестивал у Кану, 1971.

## Улоге
| Глумац           | Улога         |
| ---------------- | ------------- |
| Милена Дравић    | Милена        |
| Ивица Видовић    | Владимир Илић |
| Јагода Калопер   | Јагода        |
| Тули Купферберг  |               |
| Зоран Радмиловић |               |
| Џеки Кертис      |               |
| Миодраг Андрић   |               |
| Живка Матић      |               |
| Драгољуб Ивков   |               |
| Никола Милић     |               |
| Милан Јелић      |               |

## Културно добро
Југословенска кинотека је, у складу са својим овлашћењима на основу Закона о културним добрима, 28. децембра 2016. године прогласила сто српских играних филмова (1911—1999) за културно добро од великог значаја. На тој листи се налази и филм "Мистерије организма".